# Nancy Folbre

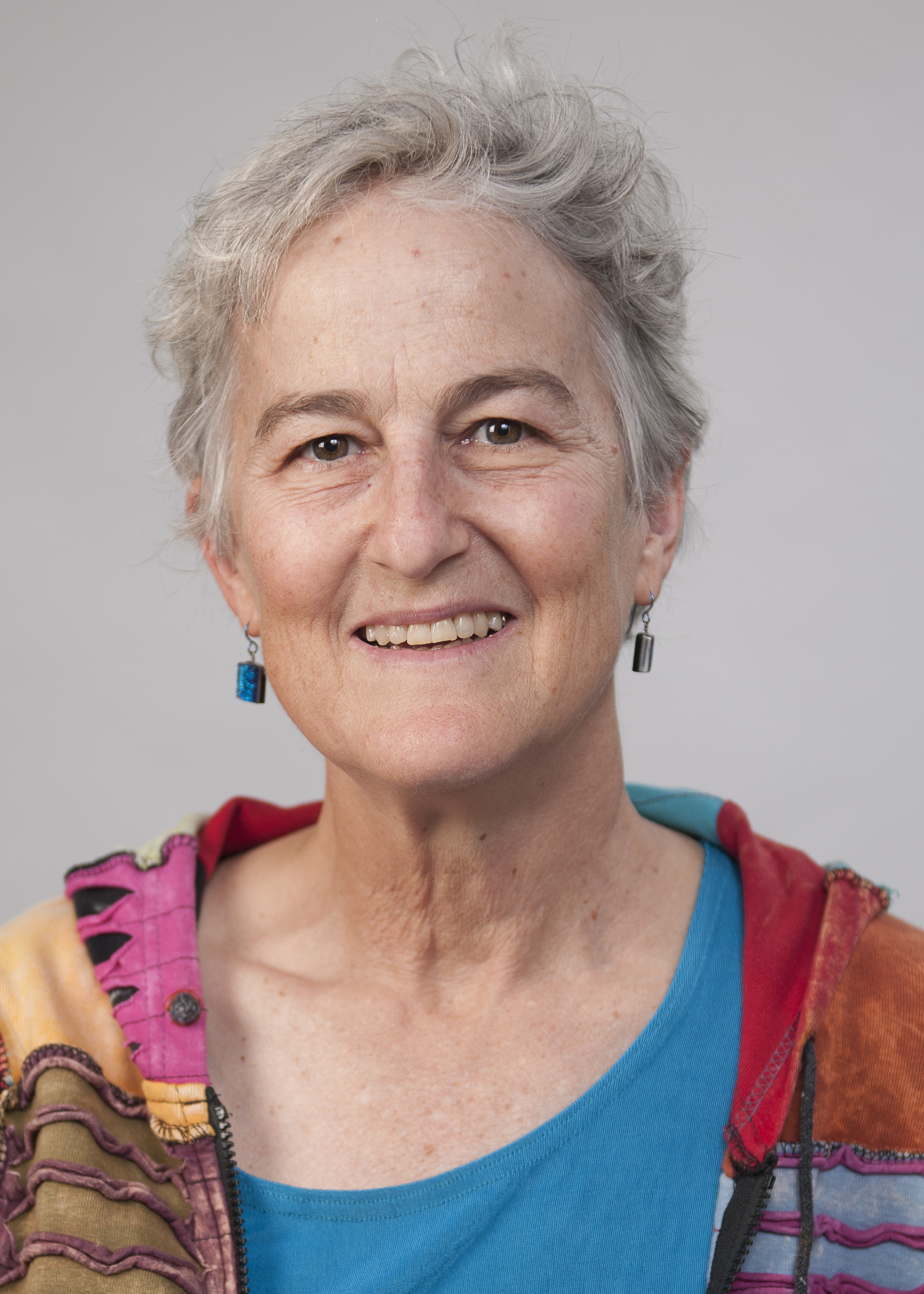
Nancy Folbre

Nancy Russell Folbre (* 19. Juli 1952) ist eine US-amerikanische feministische Wirtschaftswissenschaftlerin und Hochschullehrerin.

## Werdegang, Forschung und Lehre
Folbre studierte Philosophie an der University of Texas at Austin. Nach dem Abschluss als Bachelor of Arts im Dezember 1971 setzte sie ihr Studium an der Universität fort und legte im August 1973 ihren Master of Arts in Lateinamerikanische Studien ab. Anschließend wechselte sie an die University of Massachusetts, wo sie im Mai 1979 als Ph.D. in Wirtschaftswissenschaften graduierte. Bis 1980 nahm sie ein Stipendium am Economic Growth Center der Yale University wahr, ehe sie als Assistant Professor ans Bowdoin College weiterzog. 1983 wechselte sie an The New School, bis sie 1985 als Associate Professor an die University of Massachusetts zurückkehrte. Dort wurde sie 1991 zum ordentlichen Professor berufen.
Der Schwerpunkt der Arbeit Folbres liegt im Schnittpunkt zwischen Wirtschaftslehre und feministischer Theorie. Im Mittelpunkt stehen dabei Untersuchungen zu Arbeiten abseits der Arbeitsmärkte wie familiäre Tätigkeiten, Hausarbeit, Aufziehen von Kindern oder Pflegetätigkeiten – unabhängig davon, ob diese entlohnt werden. Ihre Lehrveranstaltungen reichen von einführenden Vorlesungen zur Volkswirtschaftslehre bis zu Spezialvorlesungen über politische Ökonomie hinsichtlich Rasse oder Gender.
Von 2003 bis 2004 war sie Präsidentin der International Association for Feminist Economics.

## Ehrungen
- 1998: MacArthur Fellow
- 2004: Leontief-Preis[1]

## Werke
Die folgende Auflistung gibt von Folbre veröffentlichte Bücher wieder, zudem hat sie zahlreiche Zeitschriftenartikel und Arbeitspapiere verfasst. Einige ihrer Bücher sind mehrfach aufgelegt worden, die Jahreszahl gibt das Ersterscheinungsdatum an.
- A Field Guide to the U.S. Economy (1988)
- Issues in Contemporary Economics, Vol. 4: Women’s Work in the World Economy, Herausgeberin mit Barbara Bergmann, Maria Floro und Bina Agarwal (1991)
- Who Pays For the Kids? Gender and the Structures of Constraint (1994)
- The War on the Poor: A Defense Manual, mit Randy Albelda (1996)
- The Economics of the Family, Herausgeberin (1996)
- De la différence des sexes en économie politique (1997)
- The Invisible Heart: Economics and Family Values (2001)
- Family Time: The Social Organization of Care, Herausgeberin mit Michael Bittman (2004)
- Warm Hands in a Cold Age: Gender and Aging, Herausgeberin mit Lois Shaw und Agneta Stark (2006)
- Valuing Children: Rethinking the Economics of the Family (2007)
- Greed, Lust and Gender: A History of Economic Ideas (2007)